# Eunectes beniensis
Eunectes beniensis (лат.) — вид анаконд, неядовитых тропических змей из подсемейства удавов семейства ложноногих.
Вид описан в 2002 году немецким герпетологом Лутцем Дирксеном (Lutz Dirksen). Таксономический статус этого вида не полностью ясен, так как он очень похож на парагвайскую анаконду (Eunectes notaeus) и в будущем может быть синонимизирован с этим видом.
Длина змеи до 4 м. Основная окраска от буровато-оливковой до бурой, нижняя сторона тела серовато-буровато-жёлтая, сверху на голове 5 продольных тёмных полос, на спинной стороне менее 100 крупных однотонных тёмных пятен, всегда лишённых светлого центра в отличие от других видов анаконд.
Распространена в Южной Америке: известна из северо-восточных провинций Боливии — Бени (Beni) и Пандо (Pando), но скорее всего она обитает и в прилегающих районах Бразилии. Населяет болота и низменные влажные леса. Обитает в малонаселённых и сравнительно нетронутых и неразвитых районах на обширной территории, в связи с чем значится в Красном списке МСОП как вид, вызывающий наименьшие опасения. Тем не менее, всё же для этой змеи существуют определённые угрозы, связанные с охотой на неё ради кожи, мяса и жира. Её также истребляют из-за того, что она может нападать на мелких домашних животных, таких как куры, кошки и собаки. Специальных мер по охране этого вида не предпринимается. В департаменте Бени предполагается создание природного заповедника «Lakes of Rogaguado» (Озёра Рогагуадо) для охраны болот.